# Hyundai Matrix
O Matrix é um monovolume produzido pela Hyundai Motor Company, entre 2001 e 2007. Foi sucedido pelo ix20.

## Galeria

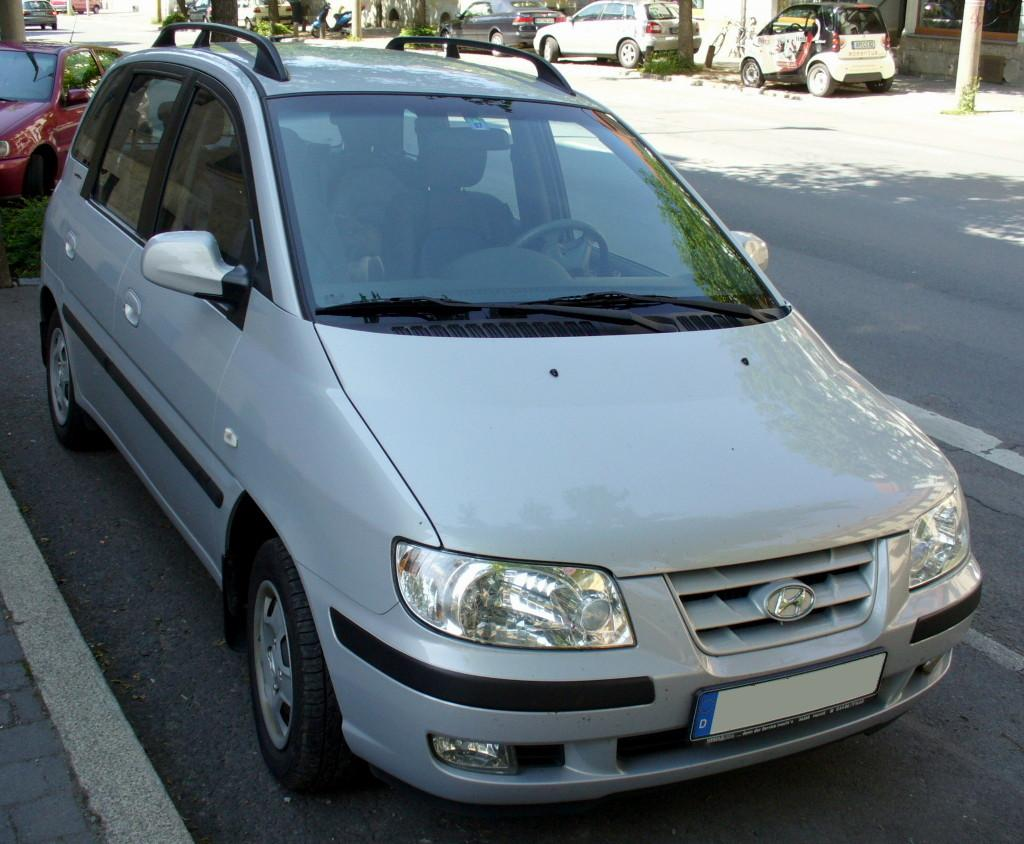
Hyundai Matrix (frente)
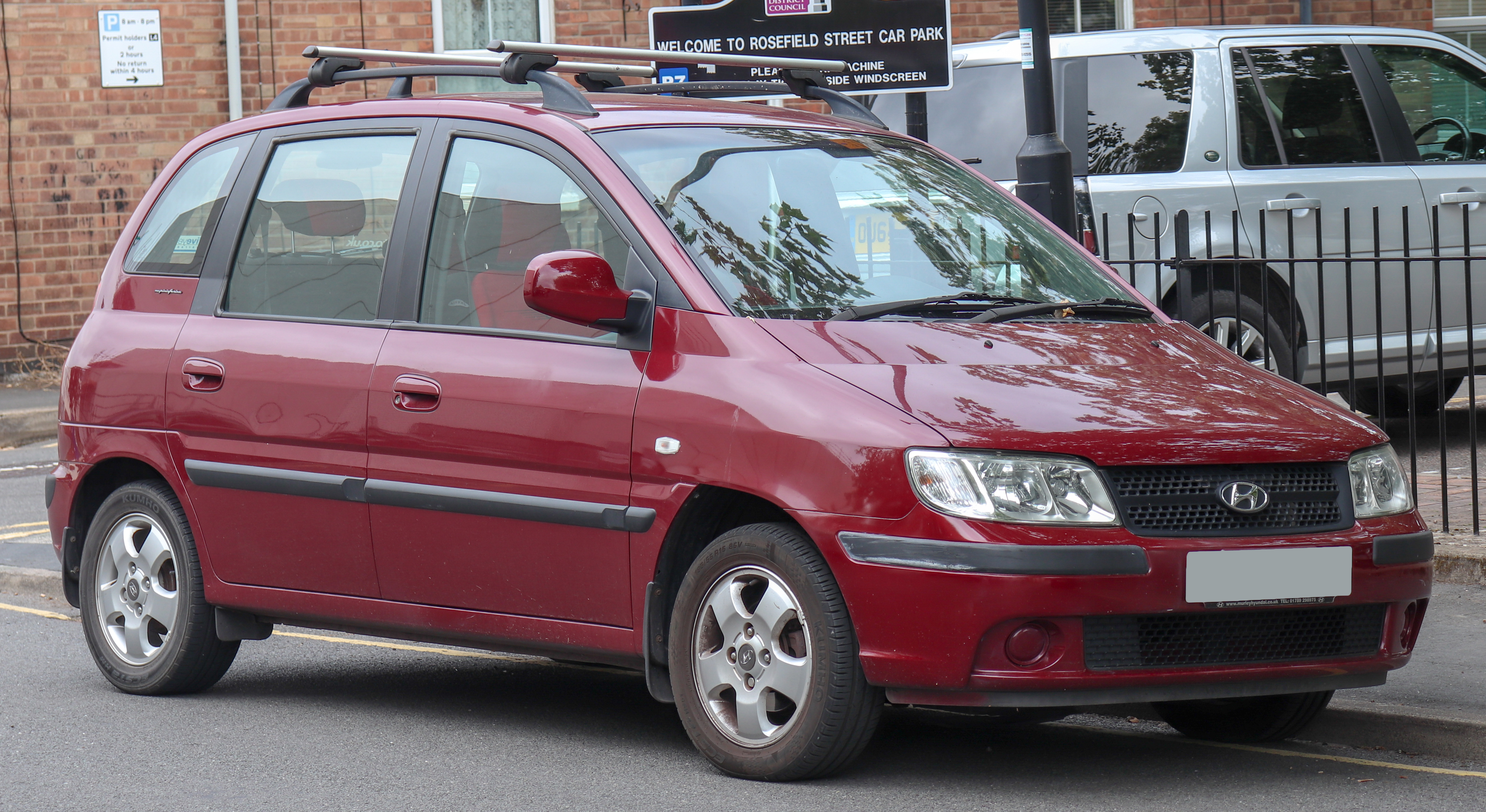
Hyundai Matrix (facelift frontal)
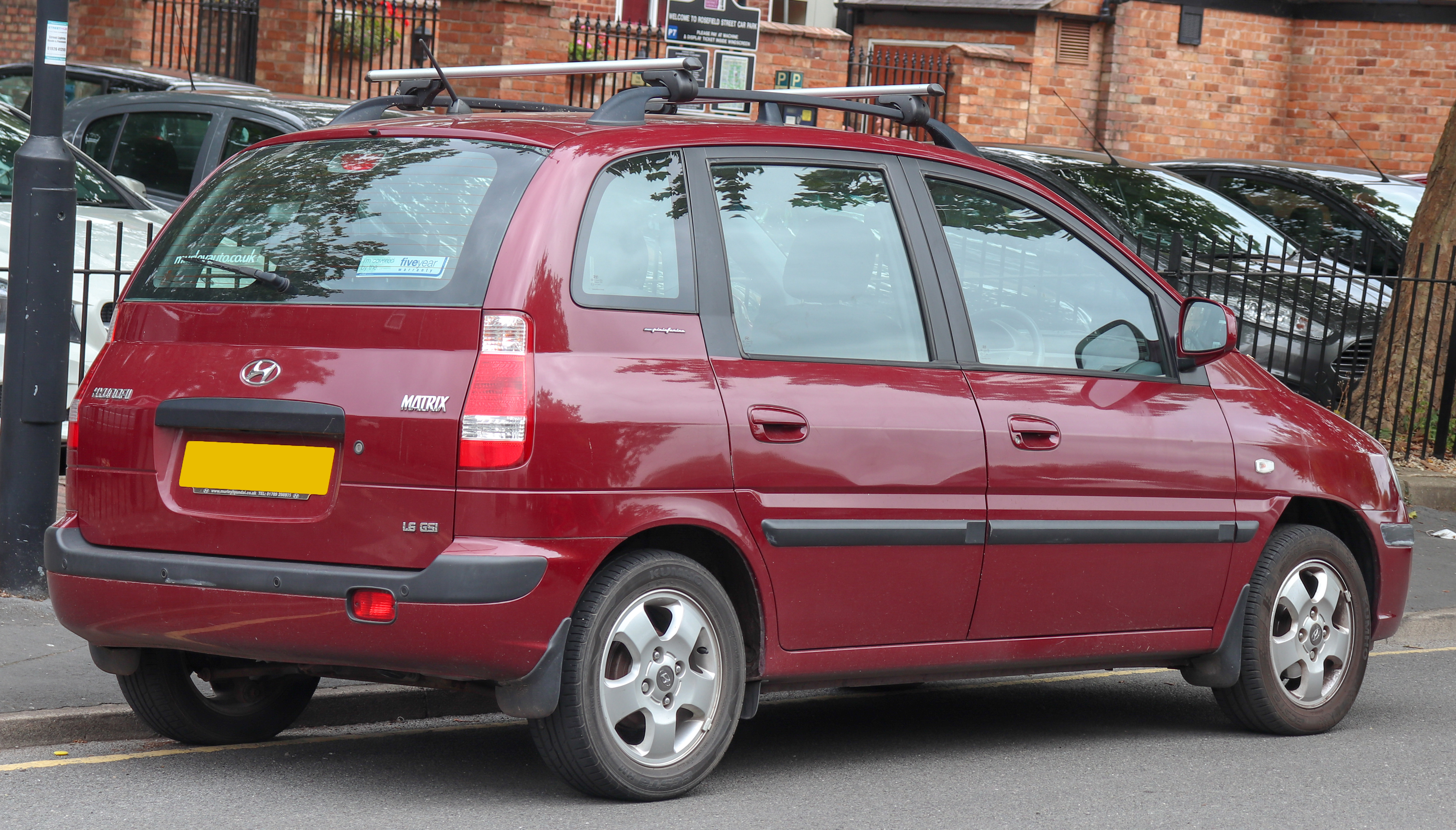
Hyundai Matrix (lateral traseira)